# Moteur V6
 (juillet 2020).
Si vous disposez d'ouvrages ou d'articles de référence ou si vous connaissez des sites web de qualité traitant du thème abordé ici, merci de compléter l'article en donnant les références utiles à sa vérifiabilité et en les liant à la section « Notes et références ».
Pour les articles homonymes, voir V6.
Pour un article plus général, voir Moteur avec cylindres en V.
Un moteur V6 est un moteur dans une configuration en V formé de deux rangées de 3 cylindres. Le réservoir d'huile est souvent commun alors que les 2 blocs des culasses peuvent être séparés physiquement.
Couramment, le moteur V6 est considéré comme le meilleurs moteur du monde, pour une souplesse alliée à une plage de puissance intéressant et une consommation modérée 

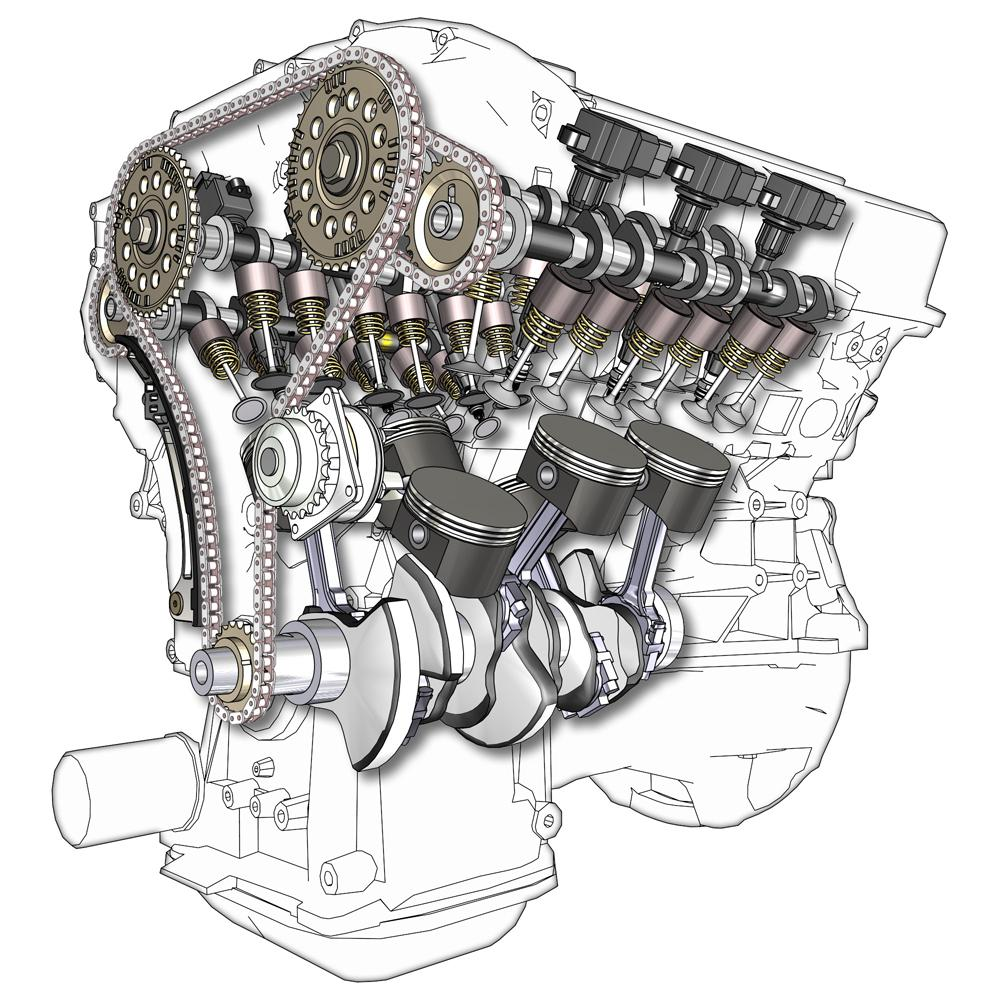
Un moteur V6, 24 soupapes, DOHC.

## Technique
Le V6 est un moteur avec cylindres en V basé sur l'accouplement de deux bancs de trois cylindres et dont les bielles de chaque piston entraînent ensemble un vilebrequin. Alors qu'un moteur 4 temps 12 cylindres en V à 120° peut être équilibré parfaitement (statiquement et dynamiquement) avec 3 temps moteurs par tour de vilebrequin, un V6 quatre temps à 120° ne pourra être qu’imparfaitement équilibré d'un point de vue dynamique avec 1,5 temps moteur par tour,. En revanche, le V6 pourra être plus court, moins lourd et beaucoup moins cher à produire qu'un V12, d'où son intérêt dans l'industrie automobile. 
Tous les moteurs V6 — quel que soit l'angle en V entre les bancs de cylindres — sont sujets à un déséquilibre primaire en raison du nombre impair de cylindres dans chaque banc (3). Les moteurs à six cylindres en ligne et les moteurs à six cylindres à plat ne connaissent pas ce déséquilibre. Pour réduire les vibrations causées par ce déséquilibre, certains moteurs V6 utilisent des contrepoids sur le vilebrequin et/ou un arbre d'équilibrage contrarotatif.
Les conceptions à six cylindres ont une distribution de puissance plus lissée que les moteurs à quatre cylindres, en raison du chevauchement des courses du moteur à six cylindres. Dans un moteur à quatre cylindres, un seul piston est sur une course de puissance à un moment donné. Chaque piston s'arrête complètement et inverse sa direction avant que le suivant ne commence sa course de puissance, ce qui se traduit par un écart entre les courses de puissance et des cognements en particulier à bas régime moteur. Dans un moteur à six cylindres avec un intervalle d'allumage régulier, le piston suivant commence sa course de puissance à 60° avant la fin du précédent, ce qui se traduit par une arrivée plus douce de la puissance.
En comparant les moteurs sur un dynamomètre, un moteur V6 montre des maxima de couple instantanés de 150 % au-dessus du couple moyen et des minima de 125 % au-dessous du couple moyen, avec une petite quantité de couple négatif (inversions de couple moteur) entre les courses. Dans le cas d'un moteur à quatre cylindres, les maxima sont près de 300 % au-dessus du couple moyen et les minima de 200 % au-dessous du couple moyen, avec un couple négatif de 100 % délivré entre les courses. Cependant, un V6 avec intervalle d'allumage irrégulier (voir ci-dessous) présente de grandes variations de couple de 200 % au-dessus et de 175 % en dessous du couple moyen.
C'est la configuration la plus fréquente dans les voitures des années 2000 après les quatre cylindres en ligne.

## Angles des bancs de cylindres

### 10 à 15 degrés

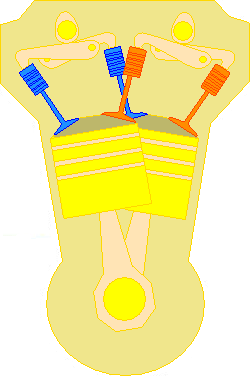
Section d'un moteur VR6

Depuis 1991 (Volkswagen Golf III VR6), Volkswagen a produit des moteurs VR6 à angle étroit avec des angles en V de 10,5 et 15 degrés. Ces moteurs utilisent une seule culasse commune aux deux bancs de cylindres, dans une conception similaire au moteur Lancia V4 de 1922-1976. Les moteurs VR6 étaient utilisés dans les automobiles à traction avant à moteur transversal qui étaient à l'origine conçues pour des quatre cylindres en ligne. En raison de la longueur et de la largeur supplémentaires minimales du moteur VR6, il peut être installé relativement facilement dans le compartiment moteur, afin de fournir une augmentation de la cylindrée de 50 %.
Comme il n'y a pas de place dans le V entre les bancs de cylindres pour un système d'admission, toutes les entrées sont d'un côté du moteur et tous les échappements sont de l'autre côté. Il utilise un ordre d'allumage de 1-5-3-6-2-4 (qui est l'ordre d'allumage utilisé par la plupart des moteurs à six cylindres en ligne), plutôt que l'ordre d'allumage V6 commun de 1-2-3-4-5-6 ou 1-6-5-4-3-2.

### 60 degrés

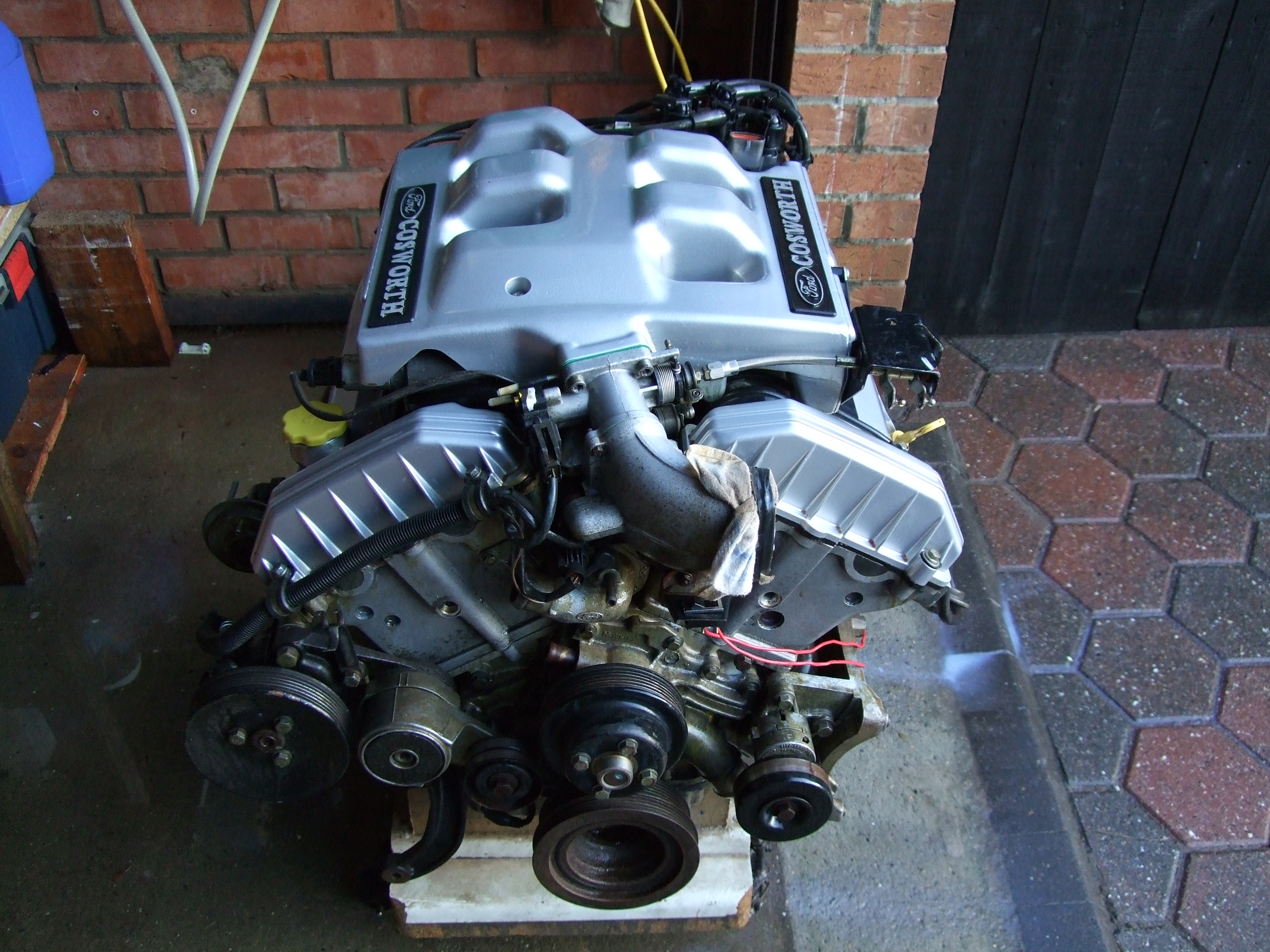
Moteur Ford Cologne Cosworth V6 24v

Un angle en V de 60 degrés est la configuration optimale pour les moteurs V6 en ce qui concerne l'équilibre du moteur. Lorsque des manivelles individuelles sont utilisées pour chaque cylindre (c'est-à-dire en utilisant un vilebrequin à six manetons), un intervalle d'allumage uniforme de 120 degrés peut être utilisé. Cet intervalle d'allumage est un multiple de l'angle V de 60 degrés, par conséquent, les forces de combustion peuvent être équilibrées en utilisant l'ordre d'allumage approprié.
Le moteur à trois cylindres en ligne qui forme chaque banc de cylindres, cependant, produit des forces de rotation et réciproques déséquilibrées. Ces forces restent déséquilibrées dans tous les moteurs V6, conduisant souvent à l'utilisation d'un arbre d'équilibrage pour réduire les vibrations.
Le moteur Lancia V6 de 1950 était pionnier dans son utilisation d'un vilebrequin à six manetons afin de réduire les vibrations. Les conceptions plus récentes utilisent souvent un vilebrequin à trois temps avec des « bras volants » entre les manivelles. Les bras volants permettent d'obtenir un intervalle d'allumage uniforme de 120 degrés et sont également utilisés comme masses d'équilibrage pour le vilebrequin. Combinés à une paire de contrepoids lourds aux extrémités du vilebrequin, les bras volants peuvent éliminer le déséquilibre primaire et réduire les vibrations du déséquilibre secondaire à des niveaux acceptables. Les supports du moteur peuvent être conçus pour absorber ces vibrations restantes.
Un angle en V de 60 degrés donne un moteur globalement plus étroit que les moteurs V6 avec des angles en V plus grands. Cet angle a souvent pour résultat que la taille globale du moteur est une forme de cube, rendant le moteur plus facile à installer longitudinalement ou transversalement dans le compartiment moteur.

### 90 degrés

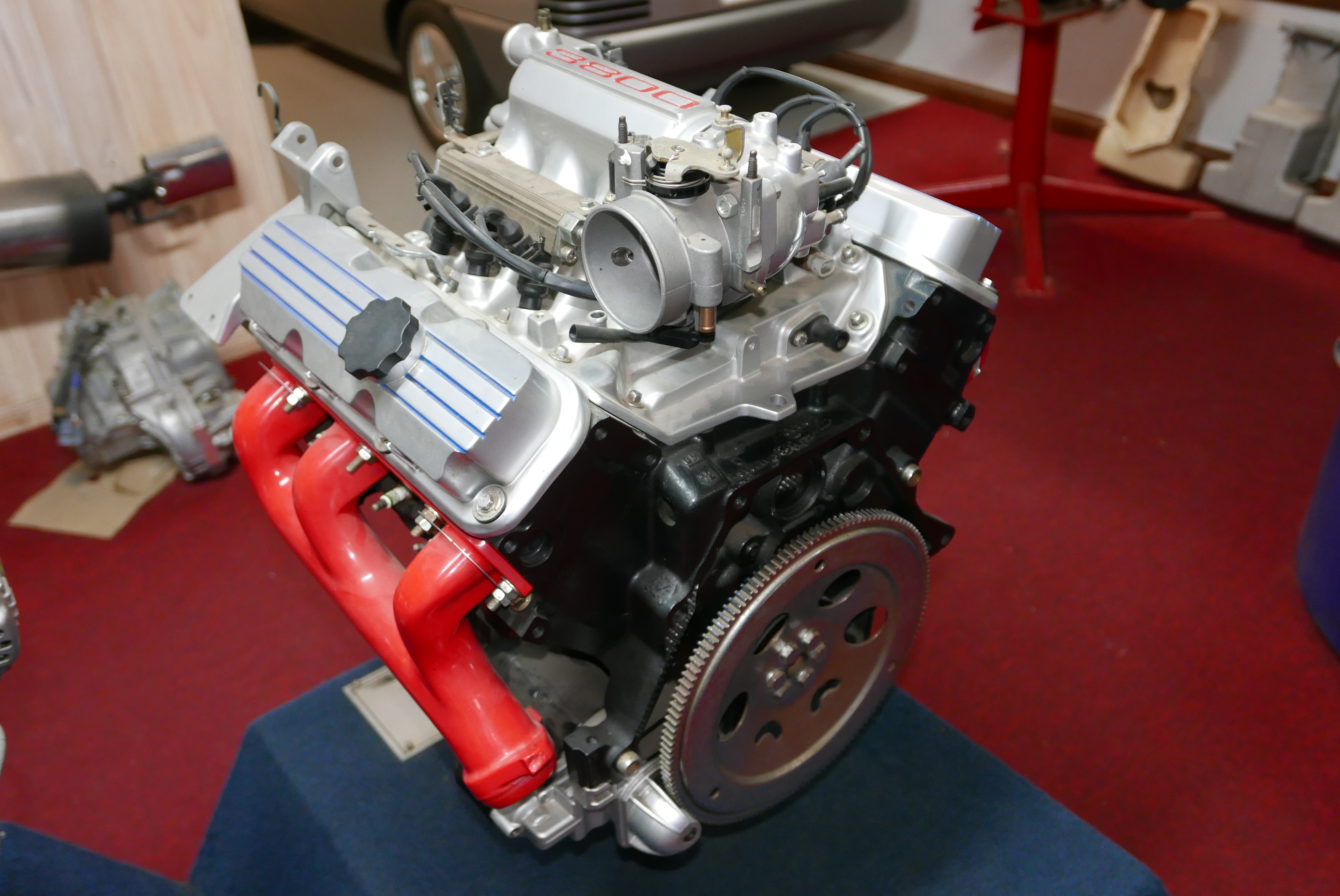
Moteur Holden 3800 dérivé du V6 Buick 1961-2008

De nombreux fabricants, en particulier américains, ont construit des moteurs V6 avec un angle en V de 90 degrés sur la base de leurs moteurs V8 à 90 degrés existants. De telles configurations étaient faciles à concevoir en supprimant deux cylindres et en remplaçant le vilebrequin à quatre temps du moteur V8 par un vilebrequin à trois temps. Cela a réduit les coûts de conception, a permis au nouveau V6 de partager des composants avec le moteur V8 et a parfois permis aux fabricants de construire les moteurs V6 et V8 sur la même ligne de production.
Les inconvénients d'une conception à 90 degrés sont un moteur plus large qui est plus sujet aux vibrations qu'un V6 à 60 degrés. Les moteurs V6 initiaux à 90 degrés (comme le moteur Buick Fireball V6) avaient trois manetons partagés disposés à 120 degrés les uns des autres, en raison de leur origine dans les moteurs V8. Cela a abouti à un ordre d'allumage irrégulier, la moitié des cylindres utilisant un intervalle d'allumage de 90 degrés et l'autre moitié utilisant un intervalle de 150 degrés. Les intervalles d'allumage inégaux ont donné lieu à des moteurs à fonctionnement irrégulier avec des vibrations harmoniques désagréables à certains régimes.
Plusieurs moteurs V6 modernes à 90 degrés réduisent les vibrations en utilisant des manivelles fendues décalées de 30 degrés entre les paires de pistons, ce qui crée un intervalle d'allumage régulier de 120 degrés pour tous les cylindres. Par exemple, le moteur V6 Buick 231 « Even Fire » de 1977 était une version améliorée du moteur Buick Fireball avec un vilebrequin à goupille fendue pour réduire les vibrations en obtenant un ordre d'allumage égal. Le maneton divisé est plus faible que le droit, mais les techniques métallurgiques modernes peuvent produire un vilebrequin suffisamment solide.
Un arbre d'équilibrage et/ou des contrepoids de vilebrequin peuvent être utilisés pour réduire les vibrations dans les moteurs V6 à 90 degrés (exemple : les moteurs V6 à 90° de Mercedes-Benz M112/M272 utilisent un arbre d'équilibrage).

### 120 degrés
À première vue, 120 degrés peut sembler être l'angle optimal pour un moteur V6, car des paires de pistons dans des rangées alternées peuvent partager des manetons dans un vilebrequin à trois temps et les forces de combustion sont équilibrées par l'intervalle d'allumage égal à l'angle entre les bancs de cylindres. Une configuration à 120 degrés, contrairement aux configurations à 60 ou 90 degrés, ne nécessite pas de vilebrequins à bras volants, de manivelles fendues ou de sept paliers principaux pour un allumage uniforme. Cependant, le déséquilibre primaire causé par un nombre impair de cylindres dans chaque banc est toujours présent dans un moteur V6 à 120 degrés. Cela diffère de l'équilibre parfait atteint par un moteur V8 à 90 degrés avec un vilebrequin à plan transversal couramment utilisé, car le moteur en ligne à quatre dans chaque rangée du moteur V8 n'a pas ce déséquilibre principal.
Une conception à 120 degrés se traduit également par une grande largeur pour le moteur, étant seulement légèrement plus étroit qu'un moteur à six cylindres à plat (qui n'a pas les problèmes d'équilibre du moteur V6). Par conséquent, le moteur à six cylindres à plat a été utilisé dans diverses automobiles, tandis que l'utilisation du moteur V6 à 120 degrés a été limitée à quelques moteurs de camions et de voitures de course.